# Aprostoma mroczkowskii
Aprostoma mroczkowskii es una especie de coleóptero de la familia Zopheridae.

## Distribución geográfica
Habita en Camerún.